# Diana Nikanchikova
Diana Nikanchikova –en ruso, Диана Никанчикова– fue una deportista soviética que compitió en esgrima, especialista en la modalidad de florete. Ganó tres medallas de oro en el Campeonato Mundial de Esgrima entre los años 1961 y 1966.

## Palmarés internacional
| Campeonato Mundial | Campeonato Mundial | Campeonato Mundial | Campeonato Mundial  |
| Año                | Lugar              | Medalla            | Prueba              |
| ------------------ | ------------------ | ------------------ | ------------------- |
| 1961               | Turín (Italia)     | Medalla de oro     | Florete por equipos |
| 1963               | Danzig (Polonia)   | Medalla de oro     | Florete por equipos |
| 1966               | Moscú (URSS)       | Medalla de oro     | Florete por equipos |